# Вел Макдермід
Вел Макдермід (англ. Val McDermid; 4 червня 1955, Керколді, Шотландія) — шотландська письменниця детективного жанру. Загальна кількість проданих книг Макдермід перевищує 10 мільйонів копій по всьому світу. Вона отримала Почесний академічний докторський ступінь в Університеті Сандерленда.

## Біографія
Макдермід походить із родини робітничих класів у Файф. Вона вивчала англійську мову в коледжі Сент-Хільди в Оксфорді, де вона була першою студенткою з державної школи в Шотландії, яку прийняли до оксфордського коледжу .
Після закінчення навчання вона стала журналістом і деякий час працювала як драматург. Її перший успіх як письменниці став Доповідь про вбивство: Перша таємниця Ліндсей Гордона стався в 1987 році.
1995 року роман Макдермід «Пісні сирен» отримав премію «Золотий кинджал» як кращий детективний роман року. Вона була представлена в Залі слави трилерів і детективів. У 2001 році отримала премію Діліс за роман «Місце страти». У 2006 році Макдермід отримала приз фестивалю «Theakston's Old Peculiar» за четверту книгу із серії про пригоди детектива Тоні Гілла і його напарниці Керол Джордан. За свої видатні досягнення в 2011 році вона отримала Почесну академічну докторську ступінь в Університеті Сандерленда. Книга «Позбавлені плоті» отримала премію Баррі 2011 року за «Кращий детектив в м'якій обкладинці».

## Особисте життя
Макдермід — лесбійка, розділяє опіку зі своєю колишньою дівчиною над сином Кемероном.
Нині письменниця живе в Манчестері.

## Творчість

### Серія Ліндсей Гордон
- Звіт про вбивство (1987)
- Загальне вбивство (1989)
- Остаточне видання (1991) Назви у США: Відкриті та закриті, Термін на вбивство
- Юніон Джек (1993), Назва у США: Конференції — це вбивство
- Замовлення на вбивство (1996)
- Заручниця вбивства (2003)

### Серія Кейт Бранніган
- Убивчий ритм (1992)
- Відбій (1993)
- Розправа (1994)
- Чиста перерва (1995)
- Сині гени (1996)
- Зоряний удар (1998)(удостоєний Гран-прі романів пригод у 1998 році)[14]

### Серія Тоні Гілл та Керол Джордан
- Співи русалок (1995) (Золотий кинджал Асоціації письменників детективного жанру за кращий роман у 1995 році)[15]
- Дріт у крові (1997)
- Остання спокуса (2002)
- Муки інших (2004)
- Під кровотечею (2007))
- Кісткова гарячка (2009)
- Відплата (2011)
- Хрест і опік (2013)
- Осколок мовчання (2015)
- Підступний намір (2017)
- Як говорять мертві (2019)

### Серія інспектора Карен Пірі
- Віддалене відлуння (2003)
- Темніший домен (2008)
- Скелетна дорога(2014)
- Поза межами (2016)
- Розбита земля (2018)

### Проект Остін
- Нортхангерське абатство (2014)

### Інші книги
- Запис на стіні (1997); новели, обмеженим тиражем у 200 примірників
- Місце страти (1999)
- Вбивство тіней (2000)
- Мілина (2005); короткі історії
- Чиста шкіра (2006)
- Могильна татуювання (2006)
- Трюк темряви (2010), присвячений Мері Беннетт (1913—2003) та Кеті Воган Вілкс (1946—2003)
- Точка зникнення (2012)

### Книги для дітей
- Моя бабуся — пірат (2012)

### Нехудожня література
- Відповідна робота для жінки (1995) Органи доказів (2014) Криміналістика — анатомія злочинності (2014)